# Roxy - Il ritorno di una stella
Roxy - Il ritorno di una stella (Welcome Home, Roxy Carmichael) è un film del 1990 diretto da Jim Abrahams.

## Trama
Roxy è divenuta leggendaria nel suo paesino dell'Ohio da quando una celebre rock star le ha dedicato una canzone che occupò i primi posti in classifica per 23 settimane. Dopo quindici anni di assenza, annuncia il suo ritorno e tutta la cittadina è in subbuglio. Quasi tutti vedono in questo personaggio l'incarnazione del "sogno americano". Soprattutto un'adolescente, convinta di essere sua figlia illegittima e con problemi di adattamento, ripone nel suo arrivo la speranza di cambiare vita andandosene via con lei. Nel finale, tutti saranno delusi e costretti a tornare alla realtà: Roxy non si presenterà al ricevimento organizzato in suo onore.
È un quadro dell'America di provincia, con risvolti ironici sui desideri e le frustrazioni della gente comune.

## Curiosità
Secondo il Morandini (Zanichelli), l'intera vicenda ruota attorno al ritorno della rockstar Roxy Carmichael al suo paesino di origine, dove si trova a dover affrontare il difficile rapporto con la figlia quindicenne e problematica. La trama della pellicola è invece ben diversa, per cui è facile poter supporre che l'autorevole dizionario abbia compilato la scheda relativa senza aver visionato la pellicola..